# Lyra (kodek)
Lyra je zvukový kodek vyvinutý společností Google, který je určen ke kompresi řeči. Využívá algoritmus založený na strojovém učení (ML), který pracuje s nižším datovým tokem.

## Vlastnosti
Lyra využívá ke kompresi řeči přístup založený na neuronových sítích, který umožňuje získat vysoce kvalitní zvuk při nízkém datovém toku. Kodek je navržen tak, aby byl vysoce efektivní a umožňoval komunikaci v reálném čase s minimální latencí.
Lyra podporuje tři různé konstantní datové toky: 3,2 kb/s, 6 kb/s a 9,2 kb/s.
Výhodou tohoto kodeku je, že se jedná o projekt s otevřeným zdrojovým kódem, což znamená, že je volně dostupný a kdokoliv jej může upravovat. Kodek je k dispozici pod licencí Apache 2.0, která umožňuje komerční i nekomerční použití.
Kodek Lyra je také navržen tak, aby byl vysoce přenosný, s optimalizovanou implementací pro architektury ARM i x86. Kromě toho lze kodek používat ve spojení s dalšími komunikačními protokoly založenými na WebRTC.

## Způsob fungování
Z řeči se extrahují charakteristické rysy, které jsou následně komprimovány pro přenos. Na druhé straně generativní model používá tyto funkce k rekonstrukci řeči.

## Historie
Poprvé byl kodek Lyra oznámen společností Google v únoru roku 2021 jako experimentální kodek pro kompresi řeči při nízkém datovém toku. Vývoj kodeku vedl tým umělé inteligence společnosti Google s cílem zlepšit kvalitu hlasové komunikace v sítích s nízkou šířkou pásma.
V dubnu 2021 společnost Google zveřejnila první verzi kodeku Lyra jako open-source projekt na serveru GitHub. Počáteční verze obsahovala předem natrénovaný model pro kódování a dekódování řeči při rychlosti 3 kb/s, který byl optimalizován pro použití ve WebRTC, protokolu pro komunikaci v reálném čase.
Roku 2022 byla vydaná Lyra V2 s novou architekturou založenou na kodeku SoundStream. Podporuje více platforem,  má nižší latenci a generuje kvalitnější zvuk.

## Využití
Lyra kodek je navržen pro použití v komunikačních aplikacích v reálném čase, jako jsou videokonference (například ve spojení s AV1), online hry a hlasoví asistenti. 
Lyra je podporována v systémech Android, Linux, Mac i Windows.